# ایری-سو-الدور
ایری-سو-الدور (به فرانسوی: Aire-sur-l'Adour) یک کامین در فرانسه است که در Canton of Aire-sur-l'Adour واقع شده‌است.

## خصوصیات
ایری-سو-الدور ۵۸ کیلومترمربع مساحت و ۶٬۰۹۲ نفر جمعیت دارد و ۸۰ متر بالاتر از سطح دریا واقع شده‌است.